# 圣菲奥拉
圣菲奥拉（義大利語：Santa Fiora），是意大利格罗塞托省的一个市镇。总面积62.91平方公里，人口2809人，人口密度44.7人/平方公里（2009年）。ISTAT代码为053022。